# Arzergrande
Arzergrande es una comuna de 4.485 habitantes de la provincia de Padua, que forma parte de la Saccisica. La comuna se encuentra a 25 km al suroeste de Venecia y a 20 km al sureste de Padua. Su población llegó a ser de 5.229 habitantes durante el año 1936.

## Etimología
El nombre proviene de Argere Grande ya que por la localidad pasava un curso de agua de notables dimensiones.

## Puntos de interés
El centro se encuentra alrededor de la calle principal, via Roma, en la cual se puede encontrar la iglesia parroquial dedicada a la Madonna Annunciata. También es interesante visitar la iglesia de la fracción de Vallonga (Vallis Longa) dedicada a San Pedro y que ha sido restaurada.

## Evolución demográfica
| Gráfica de evolución demográfica de Arzergrande entre 1861 y 2001 |
|                                                                   |
| Fuente ISTAT - elaboración gráfica de Wikipedia                   |